# ベルン-ソロトゥルン地域交通RABe4/12 21-26形電車

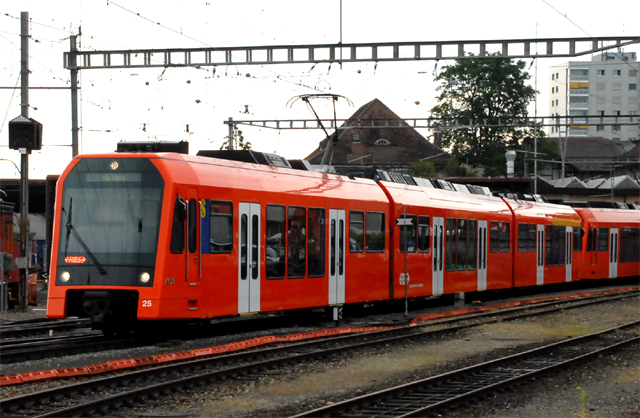
RABe4/12形の重連、ソロトゥルン付近

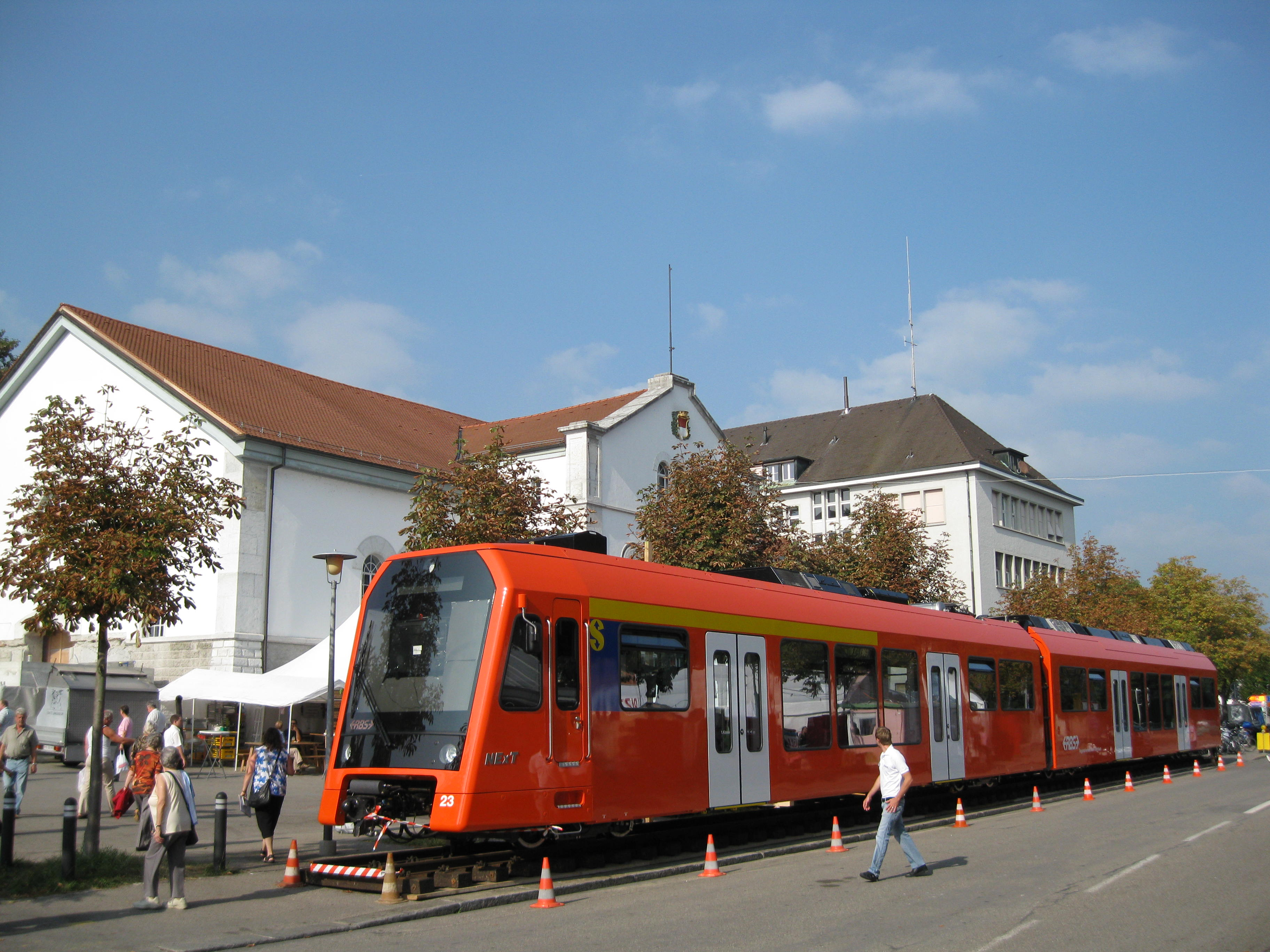
輸送中のRABe4/12 23号機、後位側の先頭車と中間車

ベルン-ソロトゥルン地域交通RABe4/12 21-26形電車（ベルン-ソロトゥルンちいきこうつうRABe4/12 21-26がたでんしゃ）は、スイスのベルン-ソロトゥルン地域交通（Regionalverkehr Bern-Solothurn(RBS)）で使用される電車である。

## 概要
スイスの首都ベルン付近に56.5kmの路線を持ち、SバーンのS7、S8、S9系統を運行する1000mm軌間の私鉄であるベルン-ソロトゥルン地域交通のうち、架線電圧1250Vの2つの路線では、1974-78年製のBe4/8 41-61形およびこれに部分低床式の中間車を増結したBe4/12 41-61形と、1992-93年製の部分低床式電車であるABe4/12 62-72形が使用されていたが、いずれも最高速度は75もしくは90km/hと比較的低いものであった。そこで、同鉄道ではベルン-ソロトゥルン間に30分間隔で運転されているレギオエクスプレスに最高速度120km/h対応の車両を導入することとなり、導入されたのが本形式である3両編成のRABe4/12 21-26形であり、2009年6月5日の21号機以降26号機までの6編成が導入されることとなっている。
本機はスイスのシュタッドラーが2004年から製造している都市近郊列車用部分低床式電車であるFLIRTシリーズのコンセプトを採り入れたシュタッドラー社のテーラーメードシリーズの車両であり、可変電圧可変周波数制御により、最大出力1200kW、最大牽引力120kNの性能を持つ都市近郊列車用機であり、床面高さレール面上400mmの低床部を60%以上確保したバリアフリー対応の機体でもある。車体と機械部分の製造および最終組立をシュタッドラーが、主要な電機品の製造をABB Schweizが担当しており、「NExT」（Niederflur-Express-Triebzug、低床式急行電車）の名称がつけられている。

## 仕様

### 車体
- 本機は車軸配置2'2'+Bo'Bo'+2'2'の3両編成で、各車とも台車間を床面高400mm低床式として編成中約60%を低床部を確保して後位（ベルン）側の先頭車には車椅子スペースを用意しており、台車上部は低床部からステップ3段を介した床面高1000mmの高床式となっている。また、走行用の機器を搭載している中間車低床部の屋根上は低屋根構造となっているが、屋根上機器カバーを設置しているため外観からはわかりづらい構造となっている。
- 車体の構体は基本的にアルミ製で、車端耐荷重600kNに対応しており、モジュール構造となっている車体の断面は車体側面の上部を内側に絞った6角形で、台車側面部分も一体となり、台車が構体内に完全に収まるものとなっている。先頭部は、衝撃吸収構造の連結器を設けるとともにその基部の構体部分を衝撃吸収構造として衝突時に備えている。
- 先頭部は縦方向の斜断形で、左右方向にわずかに曲面を持たせ、先頭部側面もわずかに左右に絞った形状となっている。前面窓ガラスは大型の1枚曲面ガラスとしたデザインとなっており、前面窓の上部にLEDの行先表示器と丸型の前照灯が、下部左右に丸型キセノンランプの周囲に円形にLEDを配置した前照灯/標識灯が設置されている。
- 側面は窓扉配置1d1D3D2 - 2D3D2 - 2D3Dd1で、側面窓は大型の固定式として、1両あたり4箇所の上部を内開式の開閉窓とし、各車中央の窓内にはLED式の行先表示器が設置されている。なお、窓は低床部と高床部のもので上辺を揃えて設置されている。乗降扉はBode[7]製の有効幅1400mmで電機駆動、両開式のスライド式プラグドアであり、扉下部に引込式のステップを設置している。
- 室内は両先頭車の編成端が長さ2535mmの運転室と機器室となっており、運転室は中央運転台のデスクタイプで、2ハンドル式のマスターコントローラーを設置しており、3面式の計器盤の各計器類は従来タイプの針式のものを中心に、車両情報装置用の液晶ディスプレイが設置されており、側面窓には電動式のバックミラーが設置されている。
- 座席は1等室が2+1列の3人掛けでシートピッチは1950mm（対面部）もしくは895mm、2等室は2+2列の4人掛けでシートピッチ1800mm（対面部）もしくは900mmのいずれも固定式クロスシートで、1名分ずつの独立した形状のバケットシートで肘掛とヘッドレスト付であり、1等室のものは肘掛も1名分ずつ独立した形状のもの、2等室のものは2名分ずつのものとなっている。また、後位側先頭車の車椅子スペースには3名分の折畳式の横向座席が設置されている。
- 室内にはGPSと連動した列車位置情報など各種案内用の液晶ディスプレイとLED式の行先案内装置が設置され、これらの機器および車内放送装置、対話式の車内非常通報装置、客室天井に設置された室内監視カメラ等はRuf-Gruppe[8]製のVisiWebと呼ばれるシステムによって統合されている。
- 連結器は車体取付式で下部で3本の空気管を、上部に電気連結器を併設している＋GF+[9]式のSchwab[10]製のTyp FK-9-6自動連結器で、3編成までの本機同士もしくはABe4/12・Be4/12 62-72形との重連総括制御が可能となっている。
- 本機は低床部を確保するため、主制御器やパンタグラフ、空調装置などの機器を屋根上に設置しており、全長に渡って屋根上機器カバーが設けられている。
- 塗装
  - 車体塗装はオレンジ色をベースに正面窓周りを黒、乗降扉を白としたもので、1等室の窓上には黄帯が、車体の先頭車の運転台後部側面窓部には青色をベースに黄色の「S」字をデザインしたベルンSバーンのマークが、編成端下部にはNExTの切抜文字が、中間車の下部左側にはRBSのマークが、右側編成端下部には形式名と機番がそれぞれ入り、前面下部右側には機番が、前面窓下部には電照式のRBSのマークがそれぞれ入る。
  - 室内は側壁面および天井がライトグレーで床面はグレー、2等室の座席は濃青色のモケット貼りとなっている。

### 走行機器
- 制御方式は主変換装置にIGBTを使用した可変電圧・可変周波数式で、1台の制御装置で1台×2組の主電動機を駆動するほか、補助電源装置まで一体化したものとなっており、中間車の屋根上に2基が設置されている。
- 主制御装置BDWM交通[11]のABe4/8形やローザンヌ-エシャラン-ベルヒャー鉄道[12]のBe4/8形にも採用されているABB-Schweiz製BORDLINEシリーズのCC 600 DCの屋根上搭載タイプで、架線からのDC1250V（最低1200V、最大1450V）入力を走行用に三相AC0-765Vに変換して出力するほか、補機駆動用の三相AC400V50Hz-65kVAおよび三相AC400V10-60Hz-14kVA、DC36V-8kWを出力し、IGBT素子の冷却は水冷式で、冷却水の冷却は制御装置内に設置した送風機による。
- 車両情報装置としてSelectron Systems[13]製のMAS-Tシリーズの最新世代であるMAS73x"Tigra"を搭載している。この装置は力行、ブレーキ指令や空転制御やブレーキ力調整などの制御伝送にも対応しているほか、乗降扉、空調装置、モニタ装置、各種表示装置の制御が可能であり、主な伝送に2系統のCANopenを使用しているほか、イーサネット、RS-232等でも各機器とのデータ伝送が可能であり、3編成までの重連総括制御が可能である。
- ブレーキ装置は電気ブレーキとして主変換装置による回生ブレーキを主としてブレーキチョッパ回路によって発電ブレーキを併用することが可能となっているほか、2系統の空気ブレーキおよび渦電流式レールブレーキを装備する。
- 主電動機はtraktionssysteme austria[14]製のTyp TMF 42-38-4かご形三相誘導電動機 を4台搭載し、連続定格出力1160kW、起動-42km/h牽引力120kN、最高速度120km/hの性能を発揮する。動力は駆動装置出力軸と動軸に設置された中空軸間および、中空軸と動軸間でクイルと積層ゴムブロックを使用した継手で変位を吸収するクイル式駆動方式の一種で動輪へ伝達される。
- 台車はStadler製の低床式台車を使用しており、動台車、従台車ともに車輪径770mmで、動台車は軸距1900 mm、従台車は1700 mmで枕ばねは空気ばね、軸ばねはコイルばねで軸箱支持方式は軸梁式となっている。基礎ブレーキ装置いずれもはディスクブレーキで、動台車は片側の車輪にブレーキディスクを組み込んだキャリパーブレーキ方式のもの、従台車は車軸中央にブレーキディスクを組み込んだものであるほか、各台車の台車中央のレール面上に渦電流式レールブレーキを装備する。

### 主要諸元
- 軌間：1000mm
- 電気方式：DC1250V 架空線式
- 最大寸法：全長60000（19835+20330+19835）mm、全幅2650mm、屋根高3750mm、全高3973mm
- 軸配置：2'2'+Bo'Bo'+2'2'
- 動輪径：770mm
- 従輪径：770mm
- 自重：83.5t
- 座席定員：18名（1等）、136名（2等室）、3名（折畳座席）、289名（立席）
- 走行装置
  - 主制御装置：IGBT使用のVVVFインバータ制御
  - 主電動機：Typ TMF 42-38-4かご形三相誘導電動機×4台（最大出力350kW、定格出力290kW、回転数1867rpm、電圧765V、電流275A、最大回転数5198rpm）
- 連続定格出力：1160kW
- 最大出力：1400kW
- 起動時牽引力：120kN、約42km/hまで一定
- 最大電気ブレーキ力：120kN、約60km/hから一定
- 最高速度：120km/h
- 減速比：1.6.7
- ブレーキ装置：回生ブレーキ、発電ブレーキ、空気ブレーキ、渦電流式レールブレーキ

## 運行
- 本機はベルン-ソロトゥルン地域交通への入線後各種の試運転を実施しており、2009年7月1日には1000mm軌間での世界最高速度である134km/hを記録している[15]。
- なお、本機の導入により、従来ベルン-ソロトゥルン間の運用についていた1等室つきの3両編成の電車であるABe4/12形62-72号機は、2010年より1/2等合造車であった中間車の1等室を車椅子等積載スペースに改造してBe4/12 62-72形に順次改造されている。
- 本機が主に使用されるベルン-ソロトゥルン地域交通のベルン-ソロトゥルンブレンガルテン間の路線は、首都ベルンからスイス国鉄と接続するツォリコーフェンを経由して再度スイス国鉄と接続するソロトゥルンまでの33.62kmの路線であり、ベルンSバーンのS8系統がベルンから途中のイエゲンストルフまでの26.95kmの区間で15分間隔で運行され、ベルン-ソロトゥルン間のレギオエクスプレスはベルン-イエゲンストルフ間は全駅通過であり、30分間隔で運行されている。